# Ellsworth (Pensilvania)
Ellsworth es un borough ubicado en el condado de Washington en el estado estadounidense de Pensilvania. En el año 2000 tenía una población de 1.083 habitantes y una densidad poblacional de 567 personas por km².

## Geografía
Ellsworth se encuentra ubicado en las coordenadas 40°6′21″N 80°1′14″O / 40.10583, -80.02056.

## Demografía
Según la Oficina del Censo en 2000 los ingresos medios por hogar en la localidad eran de $31,477 y los ingresos medios por familia eran $40,385. Los hombres tenían unos ingresos medios de $35,764 frente a los $20,221 para las mujeres. La renta per cápita para la localidad era de $17,159. Alrededor del 9.4% de la población estaba por debajo del umbral de pobreza.